# Antiga presó de dones de Màlaga
L'antiga presó de dones de Màlaga, estava situada en l'edifici anomenat Casalot de la Goleta a la ciutat de Màlaga, va ser un centre penitenciari pel qual van passar més de 4.000 dones a partir del febrer de 1937, després de la Batalla de Màlaga i posterior ocupació per les tropes franquistes. Més del 60% eren de la província i la resta procedia de la capital o d'altres ciutats de l'estat.

## Història
A començament del segle xx  es va obrir una presó correccional al costat del riu Guadalmedina, al carrer Pasillo de la cárcel n.º 38. Una junta rectora, creada en 1901, va gestionar la construcció del que va ser conegut com el Casalot de la Goleta. Des dels inicis, les condicions d'habitabilitat van ser pèssimes, per la qual cosa el 1927 es va plantejar la construcció d'un nou edifici. El 1931 la directora general de Presons Victoria Kent va impulsar les obres de la nova presó que va ser inaugurada el 1933.En aquells moments el nombre de presos era de 291 homes i quatre dones.
El febrer de 1937, després de la conquesta de Màlaga per l'exèrcit revoltat del bàndol franquista, va començar la repressió. Les presons improvisades com la Plaça de toros o els soterranis de l'edifici de Tabacalera es van desbordar,per la qual cosa el general Queipo de Llano va ordenar traslladar les dones a l'antiga presó abandonada, sense escometre cap arranjament ni modificació.
Les instal·lacions constaven de petites cel·les insalubres, una capella, una petita escola, una cel·la de càstig, un pati i un terrat.

### Població reclusa
Des del 1937 fins al final de la guerra, les internes van arribar al miler i van anar augmentant fins a 3.900 el 1945, amb una altíssima proporció de preses polítiques.
A partir de 1939 van arribar dones de tot l'estat, subjectes a una política de desarrelament, que propugnava allunyar les preses de  llurs famílies i entorns habituals. Els delictes més habituals pels quals eren jutjades eren Contra la seguretat de l'Estat (un 54,8% del total) entre els quals: Rebel·lió militar, Auxili a la Rebel·lió, Excitació a la Rebel·lió, Adhesió a la Rebel·lió,Adhesió a la Rebel·lió, o el delicte d'Auxili als fugitius, que tenia un càstig exemplaritzant. Altres condemnes eren per delictes Contra la propietat, l'Ordre socioeconòmic (un 6,15%) i Contra la moral (un 3,8%). Malgrat tot, en un 28% de les fitxes dels arxius de la presó, no consta cap informació de l'acusació, simplement: "Se ignora". L'explicació podria provenir de l'ordre de Queipo de Llano, exigint que en el  territori controlat per l'Exèrcit del Sud, per cada home desertor del combat es detingués la mare, germanes, cunyades, madrastres o qualsevol altra dona de la família.
La repressió es va estendre a totes l'edats, des d'una menor de 13 anys, acusada de furts d'aus, a una altra de 15 anys, detinguda per "excitació militar" o dues ancianes de 89 i 85 anys, acusades de "rebel·lió militar". En l'apartat de professió, consta La feina de casa en un 83,97% de les fitxes.
Molts dels alliberamentses van produir entre 1941 i 1945, essent l'any 1943 el de més excarceracions. Les preses militants de partits polítics, sindicats, milicianes o amb càrrecs públics republicans, van patir condemnes més llargues que les condemnades per delictes comuns o socioeconòmics. Algunes "polítiques" van sortir en llibertat després d'uns mesos o anys de presó (un 53,5%) i altres van rebre la llibertat condicional (un 24,5%) però les qualificades de "perilloses" (un 8,9%) van ser traslladades a altres presons, com Saturrarán, Presó de dones de Ventas, Presó de dones d' Amorebieta o Pamplona on van complir llargues condemnes, a conseqüència de les penes de 30, 20 i 12 anys, que els van ser imposades pels delictes de Rebel·lió militar i Auxíli a la rebel·lió.
Antonio Vallejo-Nájera va utilitzar algunes preses polítiques de Màlaga per a les seves recerques i experiments psiquiàtrics. Cinquanta recluses li van proporcionar la base empírica per als seus estudis. Ell mateix, juntament amb el director de la clínica psiquiàtrica de la presó, es va encarregar de escollir-les. Els resultats van ser publicats en la Revista Espanyola de Medicina i Cirurgia. Any II, Núm. 9, maig 1939 amb el títol Psiquisme del Fanatisme Marxista. Recerques Psicològiques en Marxistes Femenins Delicuentes.
El Dimecres Sant de 1944 van ser alliberades divuit recluses, a petició de la Confraria de Jesús "El Rico" privilegi confirmat per el General Franco.

### Clausura
La presó va ser clausurada el 1954 i les recluses traslladades a la Presó Provincial de la carretera de Cártama. A l'antic edifici es va crear l'Institut Geriàtric Penitenciari i, anys més tard, la Prefectura de la Policia Municipal.

## En la memòria popular
Le presó és esmentada en el llibre de Tomasa Cuevas, Testimoniatges de dones en les presons franquistes, en el qual estan recollides les memòries d'antigues captives de diverses presons espanyoles, entre les quals la de Màlaga, recordada amb molt de dolor per la fam i les pèssimes condicions sanitàries.
En el llibre La memoria del frío, de Miguel Martínez del Arco, està descrita la presó, desde la dura experiencia de la seva mare Manuela del Arco, que va estar dos años en aquella presó.
També és esmentada per Juana Doña en el llibre Des de la nit i la boira. Dones en les presons franquistes. En el qual rememora la vaga de fam que van fer les preses per a evitar les imposicions religioses.
Benito Zambrano va dirigir La Veu Adormida, en adaptació de l'obra de Dulce Chacón. Part del guió estava basat en històries inspirades i recollides a l'Antiga presó de dones de Màlaga. Zambrano va afirmar, mentre recopilava la documentació, que “Aquella presó no sols era una dura condemna per a les preses, sinó també per a les pròpies funcionàries, que si eren destinades a Màlaga ho consideraven un càstig”.

## Memòria històrica
En 2017 es va retre un homenatge de reconeixement a les víctimes de la repressió de la guerra civil i la dictadura, a l'Antiga presó de dones i al Mausoleu de la Memòria del Cementiri de Sant Rafael. L'edifici actualment és considerat un Lloc de Memòria Històrica d'Andalusia.